# Чудіновських Емма Іллінічна
Емма Іллінічна Чудіновських (16 травня 1936 — 19 квітня 1970) — радянський російський та український історик медієвіст. Провідна спеціалістка з історії середньовічних Балкан. У своїй фунадментальній праці по історії міст Далмації розкрила вплив торгівлі на становлення та розвиток містобудування в південних слов'ян. Представниця Уральської школи візантистики. Першою в роботі з вивчення історії південних слов'ян використала грецькі портулани.

## Біографія
Народилась 16 травня 1936 року в місті Свердловськ (Радянська Росія). з 1953 до 1958 навчалась на історичному факультеті Уральського університету. З 1958 до 1960 працювала асистентом на кафедрі загальної історії Уральського університету. З 1960 до 1963 навчалась на аспірантурі при кафедрі загальної історії того ж університету.
В 1967 році захистила кандидатську дисертацію на тему: "Торгівля далматійських міст з Центральним і Східним Середземномор'ям в кінці XIII — першій половині XV ст. За матеріалами Трогіра, Дубровника, Котора. Науковий керівник Сюзюмов Михайло Якович. Новизна роботи полягала у тому, що вперше в радянській історіографії для дослідження були використані грецькі портулани.Одночасно працювала на кафедрі загальної історії Уральського університету до 1965 року викладала історію середніх віків та латинську мову.
З вересня 1965 року працювала в Станіславському педагогічному інституті. З 1968 року доцент кафедри загальної історії історико-педагогічного факультету Станіславського інституту.
Померла 19 квітня 1970 року в Івано-Франківську, похована на міському кладовищі.

## Вшанування пам'яті
- В журналі Радянське словязнознавство опубліковано некролог, як одного з видатних словянознавців в країні
- в 1981 році внесено в книгу "Історики славісти СРСР" (посмертно) де було опубліковано коротку біографію наукращих істориків спеціалістів